# Portici
Portici er en italiensk by og kommune i regionen Campania. Byen har 52.054(2023)indbyggere og er hovedby i Napoli-provinsen.